# Гудрич, Фрэнсис
Фрэ́нсис Гу́дрич (англ. Frances Goodrich; 21 декабря 1890, Белвилл, Нью-Джерси, США — 29 января 1984, Нью-Йорк, Нью-Йорк, США) — американский драматург, сценаристка и театральная актриса

. Четырёхкратная номинантка на кинопремию «Оскар» в категории «Лучший адаптированный сценарий» (1935, 1937, 1951, 1955) совместно со своим мужем Альбертом Хакеттом.

## Биография и карьера
Фрэнсис Гудрич родилась 21 декабря 1890 года в Белвилле (штат Нью-Джерси, США) в семье Генри Уикса Гудрича и Маделин Кристи (в девичестве Ллойд). Семья переехала в соседний городок Натли, когда Гудрич было два года. Она посещала Коллегиальную школу в Пассейике, штат Нью-Джерси, и окончила Вассар-колледж в 1912 году и поступила в Нью-Йоркскую школу социальной работы с 1912 по 1913 год.
Выступала на сцене с Рут Чаттертон в «Выходите из кухни» в 1916 году.
Гудрич трижды была замужем. Первый муж (с 1917 по 1923 год) — актёр Роберт Эймс; второй муж — историк, журналист и иллюстратор Хендрик Виллем ван Лоон; третий муж, впоследствии вдовец (с 1931 по 1984 год) — драматург и сценарист Альберт Хакетт, с которым она активно сотрудничала в своей карьере.
Вскоре после того, как она вышла замуж за Хэкетта, пара отправилась в Голливуд в конце 1920-х годов. В 1933 году они подписали контракт с Metro-Goldwyn-Mayer, с которой работали до 1939 года. Они получили четыре номинации на кинопремию «Оскар» за лучший адаптированный сценарий в 1935 году за фильм «Тонкий человек» (1934) и в 1937, 1951, 1955 годах за фильмы «За тонким человеком» (1936), «Отец невесты» и «Семь невест для семерых братьев» (1954), соответственно.
Гудрич умерла от рака лёгкого 29 января 1984 года в возрасте 93-х лет в Нью-Йорке.